# جاده ئی۰۱۷ اروپا
جاده ئی۰۱۷ اروپا (به انگلیسی: European route E017) یکی از جاده‌های درجه ۲ قاره اروپا است.
این جاده که در کشور روسیه قرار دارد، از شهر یلابوگا شروع شده در شهر اوفا به پایان میرسد.